# Brechmorhoga travassosi
Brechmorhoga travassosi – gatunek ważki z rodziny ważkowatych (Libellulidae). Występuje na terenie Ameryki Południowej.